# یوری رودوف
یوری رودوف (روسی: Юрий Васильевич Рудов؛ ۱۷ ژانویهٔ ۱۹۳۱ – ۲۶ مارس ۲۰۱۳) شمشیرباز اهل اتحاد جماهیر شوروی سوسیالیستی بود.
وی در مسابقات کشوری و بین‌المللی در مجموع برندهٔ ۱ مدال طلا شده‌است.